# Disgrafia
La disgrafia, nota come disturbo della scrittura, è un disturbo specifico della scrittura nella riproduzione di segni alfabetici e numerici; può essere legata a un quadro di disprassia, può essere secondaria a una lateralizzazione incompleta, ed è caratterizzata dalla difficoltà a riprodurre segni alfabetici e numerici. Riguarda esclusivamente il grafismo.
Emerge nel bambino quando la scrittura comincia la sua fase di personalizzazione, indicativamente (e solo genericamente) alla classe terza elementare. In genere il problema della scrittura disorganizzata viene sollevato dagli insegnanti elementari che lamentano la difficoltà di seguire il bambino nel suo disordine. Nelle due classi precedenti lo sforzo e il disordine sono in genere determinati dalla fatica dell'apprendimento, in terza elementare il gesto è abbastanza automatizzato da lasciar spazio alla spontaneità e, di conseguenza, all'evidenziazione della difficoltà. 

## Evidenze tipiche
La mano dei bambini disgrafici scorre con fatica sul piano di scrittura e l'impugnatura della penna è spesso scorretta. La capacità di utilizzare lo spazio a disposizione per scrivere è, solitamente, molto ridotta: il bambino non rispetta i margini del foglio, lascia spazi irregolari tra i grafemi e tra le parole, non segue la linea di scrittura e procede in “salita” o in “discesa” rispetto alla riga. La pressione della mano sul foglio non è adeguatamente regolata; talvolta è eccessivamente forte (per eccesso di tensione) e il segno lascia un'impronta marcata anche nelle pagine seguenti del quaderno, talvolta è debole e la grafia è svolazzante (scarsa tenuta psicofisica). Il tono muscolare è spesso irrigidito o, al contrario eccessivamente rilasciato. Sono inoltre frequenti le inversioni nella direzione del gesto, che si evidenziano sia nell'esecuzione dei singoli grafemi sia nella scrittura autonoma, che a volte procede da destra verso sinistra.
Il bambino disgrafico presenta difficoltà notevoli anche nella copia e nella produzione autonoma di figure geometriche (tende ad arrotondare gli angoli e a non chiudere le forme). Anche il livello di sviluppo del disegno è spesso inadeguato all'età; la riproduzione di oggetti o la copia di immagini è molto generica e i particolari risultano poco presenti.
Spesso il bambino soggetto a questa disfunzione inverte le cifre dei numeri o le lettere delle parole che legge.
La copia di parole e di frasi è scorretta; sono presenti inversioni nell'attività grafo-motoria ed errori dovuti a scarsa coordinazione oculo-manuale. La copia dalla lavagna è ancora più difficile, in quanto il bambino deve portare avanti più compiti contemporaneamente: distinzione della parola dallo sfondo, spostamento dello sguardo dalla lavagna al foglio, riproduzione dei grafemi.
Le dimensioni delle lettere non sono rispettate, la forma è irregolare, l'impostazione invertita, il gesto è scarsamente fluido, i legami tra le lettere risultano scorretti. Tutto ciò rende spesso la scrittura incomprensibile al bambino stesso, il quale non può quindi neanche individuare e correggere eventuali errori ortografici.
Anche il ritmo di scrittura risulta alterato; il bambino scrive con velocità eccessiva o con estrema lentezza, ma la sua mano esegue movimenti a “scatti”, senza armonia del gesto e con frequenti interruzioni: il movimento flessorio pronatorio/supinatorio della mano è disarmonico e influenza negativamente le inversioni del gesto (ad esempio nei risvolti e nei collegamenti) che perdono la naturale curvilineità. La velocità è alterata in entrambe le direzioni: la scrittura può farsi estremamente lenta (sintomo di enorme sforzo psicofisico) ma anche eccessivamente veloce (sintomo di una sovraeccitazione psiconervosa), le forme grafiche sono frammentate, le prassie scollegate tra loro, non sono rispettati gli equilibri della dimensione, spesso sono come "ammaccate".
In sintesi, la disgrafia è un'anomalia del movimento corsivo e della condotta del tratto che si traduce in difficoltà di coordinamento, irregolarità delle spaziature, malformazioni e discordanze di ogni tipo associate a un tratto di pessima qualità.

## Sviluppo della scrittura
Nel descrivere l'elaborazione cerebrale che sta dietro alla scrittura sono state evidenziate due vie principali:
- la via non-lessicale: dall'input auditivo si passa a un'analisi acustico-fonologica, quindi alla conversione fonologica/ortografica e al passaggio di questa nel taccuino visuospaziale con il relativo output scritto.
- la via lessicale: dall'input auditivo si passa all'analisi acustico-fonologica, quindi al lessico fonologico di input. Non si è ancora stabilito se vi sia un passaggio per il lessico ortografico o si passi direttamente al lessico semantico, quindi al taccuino visuospaziale e all'output scritto.

Una tipologia di disgrafia può dipendere da un deficit nella via non-lessicale, che può essere evidenziata con un test di scrittura delle non-parole.

## Eziologia e abilità coinvolte
Le abilità di base coinvolte sono la coordinazione nel movimento, l'orientamento e l'organizzazione spazio-temporale, la coordinazione oculo-manuale, la consapevolezza dello schema corporeo, la memoria sequenziale, il linguaggio, il senso del ritmo (in genere immaturo), il processo di simbolizzazione (rallentato), la capacità di discriminazione suoni-segni. Può essere secondaria alla presenza di altri disturbi dell'apprendimento, ma non necessariamente è a essi correlata: si può essere disgrafici e non dislessici né disortografici.
Le cause possono essere diverse: lesionali, turbe neurologiche minori (Disfunzioni Cerebrali Minime), deficit sensoriali, irregolarità della lateralizzazione, errata postura, errata percezione e organizzazione spaziale, problemi motori trascurati, emotività. Può concorrere l'errato uso dello strumento scrittorio, insieme con la progressiva rarefazione, o proprio la mancanza, di una didattica adeguata e attenta a queste tematiche; sempre meno si insegna ai bambini "come" scrivere e ancor meno vengono impostati programmi mirati e duraturi di pregrafismo nelle scuole materne. 
Non è stato ancora chiarito se si tratti specificamente di un disturbo modulare dell'apprendimento o se esso riguardi invece, in modo più ampio, i sistemi percettivo e/o cognitivo. Infatti, a differenza della dislessia, della discalculia e della disortografia (con la quale erroneamente è spesso identificata), la disgrafia coinvolge trasversalmente differenti competenze e può richiedere, oltre al trattamento specifico, anche un approccio terapeutico profondo.

## Programmi di intervento
Il programma di intervento proposto può essere suddiviso in due itinerari che devono essere portati avanti parallelamente:
- itinerario relativo allo sviluppo delle competenze di base
- itinerario specifico per la scrittura

Il primo itinerario è finalizzato alla riduzione delle lacune riscontrate nelle capacità di base; il secondo itinerario ha invece lo scopo di promuovere la conquista di capacità di scrittura più adeguate. I due percorsi sono in genere proposti parallelamente attraverso esercizi–gioco che richiedono lo sviluppo e il potenziamento di più competenze insieme, per evitare di rimandare nel tempo la conquista di capacità grafomotorie che possono gratificare il bambino, permettendogli di verificare che, anche a scuola, si iniziano a vedere risultati positivi.
Le competenze di base su cui è importante lavorare sono: percezione, organizzazione spazio–temporale, integrazione spazio–temporale (ritmo), conoscenza e rappresentazione dello schema corporeo, equilibrio e coordinazione, rilassamento, lateralità, coordinazione visuo–motoria e oculo-manuale.
L'itinerario specifico per la scrittura comprende attività relative a:
- impostazione dei grafemi e scrittura in stampato maiuscolo
- impostazione dei grafemi e scrittura in corsivo

Queste attività sono finalizzate alla riduzione delle difficoltà grafomotorie che interferiscono nella scrittura e alla graduale conquista di più adeguate competenze di comunicazione scritta. Nel corso delle attività di recupero può essere facilitante l'uso di quaderni colorati che guidano sia alla corretta impostazione dei segni alfabetici sia al rispetto dello spazio grafico.
Alcuni studiosi ritengono potenzialmente utile presentare il bambino alla scuola elementare con un piccolo corredo di esami diagnostici a verifica della funzionalità sensoriale (vista-udito) di modo che il programma educativo possa tener conto di eventuali piccoli deficit che, se non conosciuti e riconosciuti e trattati, potrebbero condurre allo sviluppo di un disturbo più generale.